# Codici aeroportuali IATA - Z

## Z
- ZAA Aeroporto civile, Alice Arm, Canada
- ZAC Aeroporto civile, York Landingt (Manitoba), Canada
- ZAD Aeroporto Zemunik, Zara, Croazia
- ZAG Aeroporto Pleso, Zagabria, Croazia
- ZAH Aeroporto civile, Zahedan, Iran
- ZAJ Aeroporto civile, Zaranj, Afghanistan
- ZAL Aeroporto civile, Valdivia, Cile
- ZAM Aeroporto Zamboanga International, Zamboanga, Filippine
- ZAO Aeroporto Lalbenque, Cahors, Francia
- ZAR Aeroporto civile, Zaria, Nigeria
- ZAT Aeroporto civile, Zhaotong, Cina
- ZAZ Aeroporto civile, Saragozza, Spagna
- ZBE Aeroporto Zabreh, Ostrava, Repubblica Ceca
- ZBF Aeroporto civile, Bathurst (Nuovo Brunswick), Canada
- ZBK Aeroporto civile, Žabljak, Montenegro
- ZBL Aeroporto civile, Biloela, Australia
- ZBM Aeroporto civile, Bromont (Québec), Canada
- ZBO Aeroporto civile, Bowen, Australia
- ZBR Aeroporto Konarak, Chah Bahar, Iran
- ZBV Beaver Creek Van Service, Beaver Creek (Colorado), Stati Uniti d'America
- ZBY Aeroporto civile, Sayaboury, Laos
- ZCL Aeroporto General Leobardo Ruiz, Zacatecas, Messico
- ZCO Aeroporto civile, Temuco, Cile
- ZDJ Aeroporto Hauptbahnhof, Berna, Svizzera
- ZEC Aeroporto civile, Secunda, Sudafrica
- ZEG Aeroporto civile, Senggo, Indonesia
- ZEL Aeroporto civile Denny Island, Bella Bella (Columbia Britannica), Canada
- ZEM Aeroporto civile Eastmain River, Eastmain (Québec), Canada
- ZEN Aeroporto civile, Zenag, Papua Nuova Guinea
- ZER Aeroporto civile, Ziro, India
- ZFA Aeroporto civile, Faro (Yukon), Canada
- ZFB Aeroporto civile, Old Fort Bay, Canada
- ZFD Aeroporto civile, Fond-du-Lac (Saskatchewan), Canada
- ZFL Aeroporto civile, South Trout Lake, Canada
- ZFM Aeroporto civile, Fort McPherson (Territori del Nord Ovest), Canada
- ZFN Aeroporto civile, Tulita (Territori del Nord-Ovest), Canada
- ZFW Aeroporto civile, Fairview, Canada
- ZGC Aeroporto Zhongchuan, Lanzhou, Cina
- ZGF Aeroporto civile, Grand Forks, Canada
- ZGI Aeroporto civile, Gods River (Manitoba), Canada
- ZGL Aeroporto civile, South Galway, Australia
- ZGM Aeroporto civile, Ngoma, Zambia
- ZGR Aeroporto civile, Little Grand Rapids, Canada
- ZGS Aeroporto civile, Gethsemani (Québec), Canada
- ZGU Aeroporto civile, Gaua, Vanuatu
- ZHA Aeroporto civile, Zhanjiang, Cina
- ZHM Aeroporto civile, Shamshernagar, Bangladesh
- ZHP Aeroporto civile, High Prairie, Canada
- ZIC Aeroporto civile, Victoria, Cile
- ZIG Aeroporto civile, Ziguinchor, Senegal
- ZIH Aeroporto Internazionale di Ixtapa-Zihuatanejo, Ixtapa/Zihuatanejo, Messico
- ZJG Aeroporto civile, Jenpeg (Manitoba), Canada
- ZJN Aeroporto civile, Swan River (Manitoba), Canada
- ZKB Aeroporto civile, Kasaba Bay, Zambia
- ZKE Aeroporto civile, Kaschechewan (Ontario), Canada
- ZKG Aeroporto civile, Kegaska (Québec), Canada
- ZKL Aeroporto civile, Steenkool, Indonesia
- ZKM Aeroporto civile, Sette Cama, Gabon
- ZKP Aeroporto civile, Kasompe, Zambia
- ZLG Aeroporto civile, El Gouera, Mauritania
- ZLO Aeroporto Playa de Oro International, Manzanillo, Messico
- ZLT Aeroporto civile La Tabatière, Gros-Mécatina (Québec), Canada
- ZMD Aeroporto civile, Sena Madureira, Brasile
- ZMM Aeroporto civile, Zamora, Messico
- ZMT Aeroporto civile, Masset (Columbia Britannica), Canada
- ZNA Aeroporto civile, Nanaimo Harbour (Columbia Britannica), Canada
- ZNC Aeroporto civile, Nyac, Stati Uniti d'America
- ZND Aeroporto civile, Zinder, Niger
- ZNE Aeroporto civile, Newman (Australia Occidentale), Australia
- ZNG Aeroporto civile, Negginan, Canada
- ZNU Aeroporto civile, Namu, Canada
- ZNZ Aeroporto civile, Zanzibar, Tanzania
- ZOF Aeroporto civile, Ocean Falls, Canada
- ZOS Aeroporto civile, Osorno, Cile
- ZPB Aeroporto civile, Sachigo Lake (Ontario), Canada
- ZPC Aeroporto civile, Pucón, Cile
- ZPH Aeroporto civile, Zephyrhills, Stati Uniti d'America
- ZPO Aeroporto civile, Pine House, Canada
- ZQN Aeroporto Frankton International, Queenstown, Nuova Zelanda
- ZQS Aeroporto civile, Daajing Giids (Columbia Britannica), Canada
- ZRH Aeroporto di Zurigo, Zurigo, Svizzera
- ZRI Aeroporto Yendosa, Serui, Indonesia
- ZRJ Aeroporto civile Round Lake (Weagamow Lake), Round Lake (Ontario), Canada
- ZRM Aeroporto civile, Sarmi, Indonesia
- ZRR Aeroporto civile, Arctic Red River, Canada
- ZSA Aeroporto civile, San Salvador, Bahamas
- ZSE Aeroporto civile, Saint-Pierre, Riunione
- ZSJ Aeroporto civile, Sandy Lake (Ontario), Canada
- ZSP Aeroporto civile, St. Paul, Canada
- ZSS Aeroporto civile, Sassandra, Costa d'Avorio
- ZST Aeroporto civile, Stewart, Canada
- ZSW Idroscalo Prince Rupert/Seal Cove di Prince Rupert (Columbia Britannica), Canada
- ZTA Aeroporto civile, Tureira, Polinesia Francese
- ZTB Aeroporto civile, Tête-à-la-Baleine (Québec), Canada
- ZTH Aeroporto civile, Zacinto, Grecia
- ZTM Aeroporto civile, Shamattawa (Manitoba), Canada
- ZTR Aeroporto civile, Žytomyr, Ucraina
- ZTS Aeroporto civile, Tahsis, Canada
- ZUC Aeroporto civile, Ignace, Canada
- ZUD Aeroporto civile, Ancud, Cile
- ZUE Aeroporto civile, Zuenoula, Costa d'Avorio
- ZUH Aeroporto civile, Zhuhai, Cina
- ZUL Aeroporto civile, Zulfi, Arabia Saudita
- ZUM Aeroporto civile, Churchill Falls (Terranova e Labrador), Canada
- ZVA Aeroporto civile, Miandrivazo, Madagascar
- ZVG Aeroporto civile, Springvale, Australia
- ZVK Aeroporto civile, Savannakhet, Laos
- ZWA Aeroporto civile, Andapa, Madagascar
- ZWL Aeroporto civile, Wollaston Lake (Saskatchewan), Canada
- ZYI Aeroporto civile, Zunyi, Cina
- ZYL Aeroporto civile, Sylhet, Bangladesh
- ZZR Aeroporto civile, Kherrata, Algeria
- ZZU Aeroporto civile, Mzuzu, Malawi
- ZZV Aeroporto Municipale di Zanesville, Zanesville (Ohio), Stati Uniti d'America

## Stazioni ferroviarie e intermodali
- ZDU Stazione ferroviaria, Dundee, Regno Unito
- ZGG Stazione ferroviaria, Glasgow, Regno Unito
- ZHO Stazione ferroviaria, Houston (Columbia Britannica), Canada
- ZJO Autostazione, San Jose (California), Stati Uniti d'America
- ZLX Terminal ferroviario, Londra Regno Unito
- ZMI Stazione di Napoli Mergellina, Napoli, Italia
- ZMS Stazione di Firenze Santa Maria Novella, Firenze, Italia
- ZME Stazione ferroviaria Metropark NJT, Iselin, Stati Uniti d'America
- ZMP Autostazione, Manchester, Regno Unito
- ZRF Autostazione, Rockford (Illinois), Stati Uniti d'America
- ZRG Autostazione, Bratislava, Slovacchia
- ZSM Autostazione, Santa Clara (California), Stati Uniti d'America
- ZTY Stazione ferroviaria BKBAY, Boston, Stati Uniti d'America
- ZXA Stazione ferroviaria, Aberdeen, Regno Unito
- ZXE Stazione ferroviaria, Edimburgo, Regno Unito
- ZXS Stazione ferroviaria, Buffalo, Stati Uniti d'America
- ZXP Stazione ferroviaria, Perth, Regno Unito
- ZZB Stazione ferroviaria, Baltimora, Stati Uniti d'America
- ZZC Stazione ferroviaria, New Carrollton, Stati Uniti d'America
- ZZT Stazione ferroviaria, Trenton, Stati Uniti d'America